# Oxyomus costulatus
Oxyomus costulatus är en skalbaggsart som beskrevs av Leon Fairmaire 1849. Oxyomus costulatus ingår i släktet Oxyomus och familjen Aphodiidae. Inga underarter finns listade i Catalogue of Life.